# Massacre de Kalofer
Le massacre de Kalofer ( bulgare : Калоферското клане) fut le massacre de 618 civils bulgares, accompagné du pillage et de l'incendie criminel de la ville de Kalofer, commis  par les bachi-bouzouks circassiens de l'Empire ottoman au cours du mois de juillet 1877, dans le cadre de la Guerre russo-turque (1877-1878). 

## Événements

### Les Circassiens

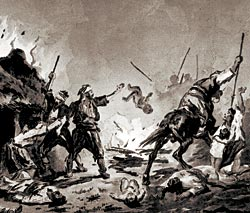
Bachi-bouzouks ottomans, 1877

La ville fut initialement encerclée par une unité bachi-bouzouks dirigée par Silimi Pacha, au début du mois de juillet 1877. Les citadins ont rapidement collecté une rançon d'environ 800 lires ottomanes et une grosse quantité de la meilleure huile de rose de la ville.  Manifestement mécontents de l'offre, les bachi-bouzouks se livrèrent au pillage de la ville jusqu'à ce qu'un messager de Kazanlak entre en contact avec le prince russe Alexeï Tsereteli, qui réussit à négocier le retrait des Circassiens de Kalofer. 

### Russes
Le 23 juillet, environ 37 soldats cosaques et 30 volontaires bulgares sont venus à Kalofer pour aider à capturer les soldats ottomans en fuite après la défaite ottomane au col de Shipka. Les forces russes laissèrent ensuite aux citoyens de Kalofer le soin de capturer les soldats et de les remettre aux Russes. Il s'agit d'une des nombreuses actions de l'armée russe qui a été confrontée à de vives critiques de la part des historiens bulgares, qui ont qualifié d'extrêmement irresponsable le fait de rendre les citoyens de Kalofer complices de l'action de guerre, sans assurer aucune forme de défense formelle.
Et en effet, après être arrivées en plus grand nombre le 27 juillet et "libéré" la région, les forces russes, apprenant la défaite russe de Stara Zagora, décollèrent au milieu de la nuit le 20 juillet 1878.  À noter que Kalofer atteignit jusqu'à 30 000 habitants à la suite de l'arrivée d'un grand nombre d'habitants des villages voisins inquiets pour leur sécurité.
Ainsi, après avoir été protégée par les forces russes pendant deux semaines, Kalofer s'est retrouvé complètement sans défense, ce que nous verrons se produire dans de nombreux autres endroits, notamment à Stara Zagora, ce qui semble indiquer que l'armée russe était tout simplement incapable de considérer la protection des civils comme une quelconque priorité.

## Seconde attaque des bachi-bouzouks
Les Circassiens ont lancé une attaque à grande échelle le 7 août, alors que la population de Kalofer et des villages voisins s’enfuyaient déjà en gravissant la montagne jusqu'à Troyan.  Un certain nombre de personnes, principalement des enfants et des hommes et femmes âgés ou infirmes, qui ne pouvaient pas partir, ont été massacrées. Le nombre total de victimes des deux attaques cicrassiennes s'élève à 618 personnes, tandis qu'environ 1 000 personnes se sont perdues ou n'ont pas pu terminer l'ascension, ont souffert du froid ou des éléments et n'ont jamais atteint l'autre versant.  Cette attaque a donc un lourd bilan humain : plus de 1600 personnes y ont laissé leurs vies.
La ville a été entièrement incendiée. Au total ce sont pas moins de 1 308 maisons, 250 magasins, 200 usines d'égrenage et moulins à eau et 1 400 écuries qui disparaissent dans les flammes.  Les seules choses que les citoyens de Kalofer trouvèrent à leur retour en 1878, après la libération, furent les 110 maisons roms situées à l'extrémité de la ville, ainsi que 3 maisons bulgares, un moulin à eau et une boulangerie. Kalofer ne retrouvera jamais son ancienne situation économique et une grande partie de sa population ira chercher ailleurs un avenir meilleur,.

## Voir également
- Bulgarie ottomane
- Empire ottoman
- Liste des massacres en Bulgarie ottomane
- La Terreur (massacre de Karlovo)
- Massacre de Batak
- Massacre de Boyadzhik

### Ouvrages cités
- (bg) Georgi Dimitrov, Княжество България в историческо, географическо и етнографическо отношение. Продължение от част ІІ. По руско-турската война през 1877-78 г., Plovdiv,‎ 1900 (lire en ligne)